# اتل متل توتوله
اتل متل توتوله یک شعر و یک بازی به زبان فارسی کودکانه است. این بازی آهنگین را کودکان ایرانی می‌خوانند و بازی می‌کنند. این شعر دارای قدمت بالایی است.

## بازی
بازی به این‌صورت است که کودکان کنار هم می‌نشینند و پاهای خود را دراز می‌کنند. بعد یکی —که معروف است به «اوسا»— این شعر را می‌خواند و به‌ترتیب به پاهای بچه‌ها اشاره می‌کند. شعر هرجا تمام شد، در آن لحظه دست خواننده شعر به هر پا رسید، آن کودک باید آن پا را جمع کند. این کار را آنقدر ادامه می‌دهند تا همهٔ پاها بجز یک پا جمع شود. بازیکنی برنده است که تا آخر بازی، هنوز پای دراز شده داشته باشد.
قوانین بازی
استاد از هر جا که شروع کرد، دور بعدی شعر را نیز از همان‌جا شروع می‌کند تا نظم بازی حفظ شود و نتیجه قابل دستکاری تعمدی نباشد. بخش‌بندی شعر به این ترتیب است که برای هر بیت چهار ضرب زده می‌شود. سه ضربهٔ اول هر بیت، دوهجایی زده می‌شود و ضربهٔ آخر تک‌هجایی؛ به این شکل:
```
۱. اتل ۲. متل ۳. توتو ۴. له
۱. گاو ۲. حسن ۳. چه جو ۴. ره
۱. نه شیر ۲. داره ۳. نه پس ۴. تون
۱. گاوشو ۲. بردن ۳. هندس ۴. تون…
```

نیازی نیست بازیکنی که از بازی حذف می‌شود، از جمع جدا شود و برود؛ بلکه بهتر است همان‌جا بماند تا هم احساس تنهایی نکند و هم جوّ بازی حفظ شود. فقط کافی است پاهای خود را جمع کند؛ مگر اینکه جمعیت خیلی زیاد باشد و جدا شدن آنها از جمع، هم به ادامهٔ بازی کمک کند و هم بازیکنان حذف‌شده بتوانند تا پایان بازی، بیرون برای خودشان یک سرگرمی دیگر داشته باشند. بهتر است استاد بازی، یک بزرگ‌تر باشد و کودکان را در بازی همراهی کند. بچه‌ها دوست دارند یک بزرگ‌تر همراهشان باشد.

## متن شعر
اَتَل مَتَل توتوله
گاوِ حسن چه جوره؟
نه شیر داره نه پستون
شیرشو بردن هندستون(البته به عنوان «گاوشو بردن هندستون» هم گفته می شود)
یک زنِ کُردی بستون
اسمشو بذار عم قزی
دورِ کُلاش قرمزی
هاچین و واچین
یه، پا، تو، ور، چین

## تحلیل بازی
همانند همهٔ بازی‌های دورهمی موفق همچون پانتومیم، اتل متل توتوله نیز با کف توانایی‌های بازیکنان همخوانی دارد؛ یعنی نیازی نیست که بازیکنان دارای مهارت‌های خاص و فوق‌العاده‌ای باشند و حتی به لحاظ جسمی نیز تفاوتی میان بازیکنان قائل نمی‌شود؛ اینطور نیست که مثلاً بازیکنان قدبلند یا درشت‌هیکل مزیتی بر بازیکنان کوتاه‌قد یا ضعیف‌تر داشته باشند. همچنین بازیکنان باهوش‌تر مزیتی بر بازیکنان دیگر ندارند و مکانیسم انتخاب برنده، کاملاً بر اساس شانس و قرعه‌کشی است؛ بنابراین در چند دور بازی، برای کودک مشخص می‌شود که یک عدالت نسبی بر بازی حاکم است.
ویژگی دیگر بازی‌های دورهمی، انعطاف است. این بازی از نظر تعداد بازیکنان کاملاً منعطف است. از دو نفر تا بیست نفرهٔ این بازی هیچ تفاوتی با یکدیگر ندارند.
هرچند میزان تعامل بازیکنان با یکدیگر کم است، ولی با توجه به سن بازیکنان و دخالت «اوستا» می‌توان گفت این میزان تعامل برای چنین بازی‌ای کفایت می‌کند و اتفاقاً کمک می‌کند تا کودکان، خونسرد نشستن کنار یکدیگر و به‌آرامی منتظر نتیجه ماندن را نیز بیاموزند.

## معنای شعر
عفت امانی واژهٔ «هندسّون» را نه به‌معنای هندوستان بلکه محل انجام شیرواره دانسته‌است که در زبان خوانساری بدان هندو گفته می‌شود.